# Ештрейту
Ештрейту (порт. Estreito; МФА: [ʃ.ˈtɾɐj.tu]) — парафія в Португалії, у муніципалітеті Олейруш. Розташована в східній частині країни, на теренах історичної португальської провінції Бейра. Входить до складу округу Каштелу-Бранку. За адміністративним поділом, чинним до 1976 року, терени парафії були складовою провінції Нижня Бейра. Належить до Порталегрівсько-Каштелу-Бранківської діоцезії Католицької церкви. Патрон — Іван Хреститель. Площа — 69,9764 км². Населення — 897 ос. (2011). Слабо урбанізований регіон. Густота населення — 12,82 осіб/км²
. Код — 050604.

## Населення
| Кількість мешканців | Кількість мешканців | Кількість мешканців | Кількість мешканців | Кількість мешканців | Кількість мешканців | Кількість мешканців | Кількість мешканців | Кількість мешканців | Кількість мешканців | Кількість мешканців | Кількість мешканців | Кількість мешканців | Кількість мешканців | Кількість мешканців |     |
| ------------------- | ------------------- | ------------------- | ------------------- | ------------------- | ------------------- | ------------------- | ------------------- | ------------------- | ------------------- | ------------------- | ------------------- | ------------------- | ------------------- | ------------------- | --- |
| 1864                | 1878                | 1890                | 1900                | 1911                | 1920                | 1930                | 1940                | 1950                | 1960                | 1970                | 1981                | 1991                | 2001                | 2011                |     |
| 1 191               | 1 158               | 1 260               | 1 381               | 1 489               | 1 436               | 1 636               | 1 934               | 2 016               | 2 360               | 2 156               | 1 625               | 1 204               | 969                 | 897                 | 845 |